# New Philadelphia, Pennsylvania
New Philadelphia là một thị trấn thuộc quận Schuylkill, tiểu bang Pennsylvania, Hoa Kỳ. Năm 2010, dân số của thị trấn này là 1085 người.